# Staurotypus moschus
Staurotypus moschus es una especie extinta de tortuga con edad Mioceno temprano-medio, hallada en la Formación Cucaracha  en la Cuenca del Canal de Panamá.

## Descripción
Esta especie presenta un surco anterior del conducto de almizcle, profundamente inciso, bien desarrollado, que corre paralelo y cercanamente con el margen de la escala visceral y adyacente a los marginales 1 y 2.

## Etimología
Del Latín moschus por "musk" o "musky" en referencia al bien desarrollado surco anterior del conducto del almizcle presente en esta especie.